# Тетрастаннид пентаиттербия
Тетрастаннид пентаиттербия — бинарное интерметаллическое неорганическое соединение
иттербия и олова
с формулой Yb5Sn4,
кристаллы.

## Получение
- Сплавление стехиометрических количеств чистых веществ:

{\displaystyle {\mathsf {5Yb+4Sn\ {\xrightarrow {1160^{o}C}}\ Yb_{5}Sn_{4}}}}

## Физические свойства
Тетрастаннид пентаиттербия образует кристаллы
ромбической сингонии,
пространственная группа P mna,
параметры ячейки a = 0,7822 нм, b = 1,5813 нм, c = 0,8280 нм, Z = 4,
структура типа пентасамарийтетрагермания Sm5Ge4
.
Соединение образуется по перитектической реакции при температуре 1160 °C .